# Andy Allo
Andy Allo (Bamenda, 13 januari 1989) is een in Kameroen geboren Amerikaans actrice, singer-songwriter en gitariste. 

## Biografie
Allo werd geboren in Bamenda (Kameroen) als jongste in een gezin van vijf kinderen en bij een Kameroense vader en Amerikaanse moeder. Op jonge leeftijd kreeg zij al de liefde voor muziek, en haar moeder leerde haar op zevenjarige leeftijd pianospelen. Zij emigreerde in 2000 met haar zus naar Amerika naar Sacramento (Californië), waar haar moeder en drie andere gezinsleden al verbleven. Zij doorliep de high school aan de El Camino Fundamental High School en daarna studeerde zij af aan de American River College, beide in Sacramento.

## Carrière
Tijdens haar schooltijd vormde zij haar eigen band genaamd Allo and the Traffic Jam. In 2009 nam zij haar debuutalbum op, UnFresh, met twaalf singles. Haar reputatie als muzikante zorgde ervoor dat zij in 2011 gevraagd werd mee te spelen in The New Power Generation van Prince. Tijdens een tournee met Prince schreef zij samen met hem drie singles, Superconductor, The Calm en The Calm. Deze drie singels staan ook op haar album Superconductor (2012). Na deze album bracht zij nog meerdere albums uit. 
Allo begon in 2011 met acteren in de televisieserie The Game, waarna zij nog meerdere rollen speelde in televisieseries en films. 

## Discografie
- 2017 One Step Closer
- 2015 Oui Can Luv
- 2015 Hello
- 2012 Superconductor
- 2009 UnFresh

## Filmografie

### Films
Uitgezonderd korte films.
- 2025 Absolute Dominion - als ??
- 2023 Assassin - als Mali
- 2020 2 Minutes of Fame - als Taylor
- 2017 Pitch Perfect 3 - als Serenity
- 2017 The Hero - als barkeeper
- 2016 Ctrl Alt Delete - als Sparrow
- 2012 Melvin Smarty - als hoofdontwerper

### Televisieseries
Uitgezonderd eenmalige gastrollen.
- 2020-2023 Upload - als Nora Antony - 25 afl.
- 2019-2023 Chicago Fire - als luitenant Wendy Seager - 14 afl.
- 2018 Black Lightning - als Zoe B. - 2 afl.
- 2011 The Game - als Allison - 3 afl.